# ヴィヴェンディ・ユニバーサルゲームズ
ヴィヴェンディ・ゲームズ（仏: Vivendi Games）は、フランスに本社があるヴィヴェンディグループのゲームパブリッシャー。日本にはソフトのライセンス供与を行ってきたが、2004年以降は市場に直接参入した。
日本におけるゲームソフト関連事業では基本的に「ビベンディ ユニバーサル ゲームズ」と表記される。また、Vivendi Games、VU Gamesと表記されることもある。
傘下にシエラ・エンターテインメントやブリザード・エンターテイメントなどを持つ。
2007年12月2日にアクティビジョンと合併することを発表、2008年7月10日に社名もアクティビジョン・ブリザード（Activision Blizzard）となった。
旧名はユニバーサル インタラクティブ スタジオ（Universal Interactive Studios）。

## 主なソフト
- ウォークラフトシリーズ
- ディアブロシリーズ
- スタークラフト
- ハーフライフ（現在はエレクトロニック・アーツが販売）
- クラッシュ・バンディクーシリーズ
- スパイロ・ザ・ドラゴンシリーズ
- 紅忍 血河の舞
- ロボッツ（ゲーム版）
- ヴァン・ヘルシング（ゲーム版）